# Teemu Keskisarja
Teemu Aleksis Keskisarja (né le 5 août 1971 à Helsinki) est un historien et homme politique finlandais,,.
Il est élu député de la circonscription d'Uusimaa lors des élections législatives de 2023.

## Biographie
Teemu Keskisarja a été élève du lycée de Porvoo jusqu'en 1990. 
Dans les années 1990, il était aussi un joueur d'échecs passionné et jouait à la ligue nationale d'échecs.
Au début des années 2000, Teemu Keskisarja à étudié l'histoire à l'Université d'Helsinki et a obtenu une maîtrise en philosophie en 2003 et un doctorat en 2006 avec une thèse sur l'histoire de la Finlande.
Teemu Keskisarja est spécialiste de l'histoire de la Finlande et des pays nordiques à l'Université d'Helsinki. 
Dans ses écrits, Teemu Keskisarja a traité de l'histoire de l'économie, de la criminalité et des mouvements politiques finlandais[réf. nécessaire].

## Carrière politique
En février 2023, Keskisarja a annoncé qu'il se présenterait comme candidat du parti des Finlandais aux élections législatives finlandaises de 2023 dans la circonscription d'Uusimaa. Selon Keskisarjan, la raison du choix du parti était que les questions importantes pour lui étaient « la langue finlandaise et l'esprit finlandais » et l'opposition à « l'anglais forcé » et au programme de renaturation de l'Union européenne. Il est élu député de la circonscription d'Uusimaa avec 6 569 votes.
En décembre 2024, il participe à la marche aux flambeaux 612, ce qui suscite la controverse en raison des liens de la marche avec l'extrême droite néofasciste. Il bénéficie cependant du soutien de la ministre des Finances et cheffe du Parti des Finlandais, Riikka Purra.

## Prises de position
Teemu Keskisarja se dit opposé au transfert de grands groupes de personnes du Moyen-Orient, d'Asie centrale et d'Afrique vers la Finlande, car selon lui, cela conduirait à la destruction de la Finlande et de la finlandicité. Il a une attitude positive envers l'immigration de travail.

## Prix et reconnaissance
- Prix Pehr-Evind-Svinhufvud, 2010
- Prix de l'information publique, 2011
- Prix d'honneur de la Fondation Lauri Jäntti, 2019[10]
- Médaille Pro Finlandia, 2020[11]

## Publications

### Ouvrages de Teemu Keskisarja
- (fi) ”Secoituxesta järjettömäin luondocappalden canssa”: Perversiot, oikeuselämä ja kansankulttuuri 1700-luvun Suomessa (thèse), Helsinki, Helsingin yliopisto, 2006 (ISBN 952-92-1175-9, lire en ligne)

- (fi) Afäärifennomaanit: Paloheimo-veljekset suurliikemiehinä ja yhteiskunnallisina vaikuttajina, Helsinki, WSOY, 2006 (ISBN 951-0-31842-6)

- (fi) Pornaisten historia 2, vuodesta 1869, Pornainen, 2007 (ISBN 978-952-99163-1-3)

- (fi) Suomen ainoa sarjamurhaaja: Juhani Adaminpojan rikos ja rangaistus, Jyväskylä, Atena, 2008 (ISBN 978-951-796-538-5)

- (fi) Vihreän kullan kirous: G. A. Serlachiuksen elämä ja afäärit, Helsinki, 2010 (ISBN 978-952-234-041-2)

- (fi) Vääpeli T:n tapaus ja muita kertomuksia suomalaisesta terrorista, Jyväskylä, Atena, 2010 (ISBN 978-951-796-623-8)

- (fi) Kyynelten kallio: Kertomuksia seksistä ja väkivallasta, Helsinki, Siltala, 2011 (ISBN 978-952-234-080-1)

- (fi) Raaka tie Raatteeseen: Suurtaistelun ihmisten historia, Helsinki, Siltala, 2012 (ISBN 978-952-234-135-8)

- (fi) Viipuri 1918, Helsinki, Siltala, 2013 (ISBN 978-952-234-187-7)

- (fi) Tolvajärven jälkeen: Suurtaistelun ihmisten historia, Helsinki, Siltala, 2014 (ISBN 978-952-234-253-9)

- (fi) Suuri tammi: Kertomuksia kulttuurista, rahasta ja Suomen Kulttuurirahastosta, Helsinki, Suomalaisen Kirjallisuuden Seura, 2014 (ISBN 978-952-222-555-9)

- (fi) Kirves: Toivo Harald Koljosen rikos ja rangaistus, Siltala, 2015 (ISBN 978-952-234-324-6)

- (fi) Hulttio: Mannerheimin painava nuoruus, Helsinki, Siltala, 2016 (ISBN 9789522343857)

- (fi) Saapasnahka-torni: Aleksis Kiven elämänkertomus, Helsinki, Siltala, 2018 (ISBN 978-952-234-497-7)

- (fi) 'Murhanenkeli – Suuren Pohjan sodan ihmisten historia., Helsinki, Siltala, =2019 (ISBN 9789522346384)

- (fi) Kyllikki Saari – Mysteerin ihmisten historia, Helsinki, WSOY, 2021 (ISBN 9789510467091)

- (fi) Kustu: Vuorineuvos Gustaf Serlachius ja Mäntän kadonnut aika, Helsinki, Siltala, 2021 (ISBN 978-952-234-900-2)

- (fi) Hattujen sota, Helsinki, Siltala, 2022 (ISBN 978-952-388-054-2)

- (fi) Tulilahti: Tutkimuksia naismurhista, Helsinki, WSOY, 2023 (ISBN 978-951-0-48787-7)

### Auteurs multiples
- (fi) Jouni Yrjänä, Teemu Keskisarja, Alexander Järnefelt: Kenraali ja suomalaisuustaistelija, Helsinki, Suomalaisen Kirjallisuuden Seura, 2009

- (fi) Markku Kuisma, Teemu Keskisarja, Erehtymättömät: Tarina suuresta pankkisodasta ja liikepankeista Suomen kohtaloissa 1862–2012, WSOY, 2012

- (fi) Markku Kuisma, Anna Finnilä, Teemu Keskisarja, Minna Sarantola-Weiss, Hulluja päiviä, huikeita vuosia: Stockmann 1862–2012, Helsinki, Siltala, 2012

- (fi) Markku Kuisma, Sakari Siltala, Teemu Keskisarja, Paperin painajainen: Metsäliitto, metsät ja miljardit Suomen kohtaloissa 1984–2014., Siltala, 2014

- (fi) Kaj Häggman, Teemu Keskisarja, Markku Kuisma, 1917, WSOY, 2017
- (fi) Kaj Häggman, Teemu Keskisarja, Markku Kuisma, 1918, WSOY, 2018

- (fi) Anitra Komulainen, Teemu Keskisarja, Markku Kuisma, Suomen historia, Siltala, 2018

- (fi) Kaj Häggman, Teemu Keskisarja, Markku Kuisma, Jukka Kukkonen, 1939., Helsinki, WSOY, 2018

- (fi) Sakari Siltala, Teemu Keskisarja, Kun Niin Perkeleesti Sahaa: Kopran Sahasuvun Historia., Helsinki, Siltala, 2021

## Galerie

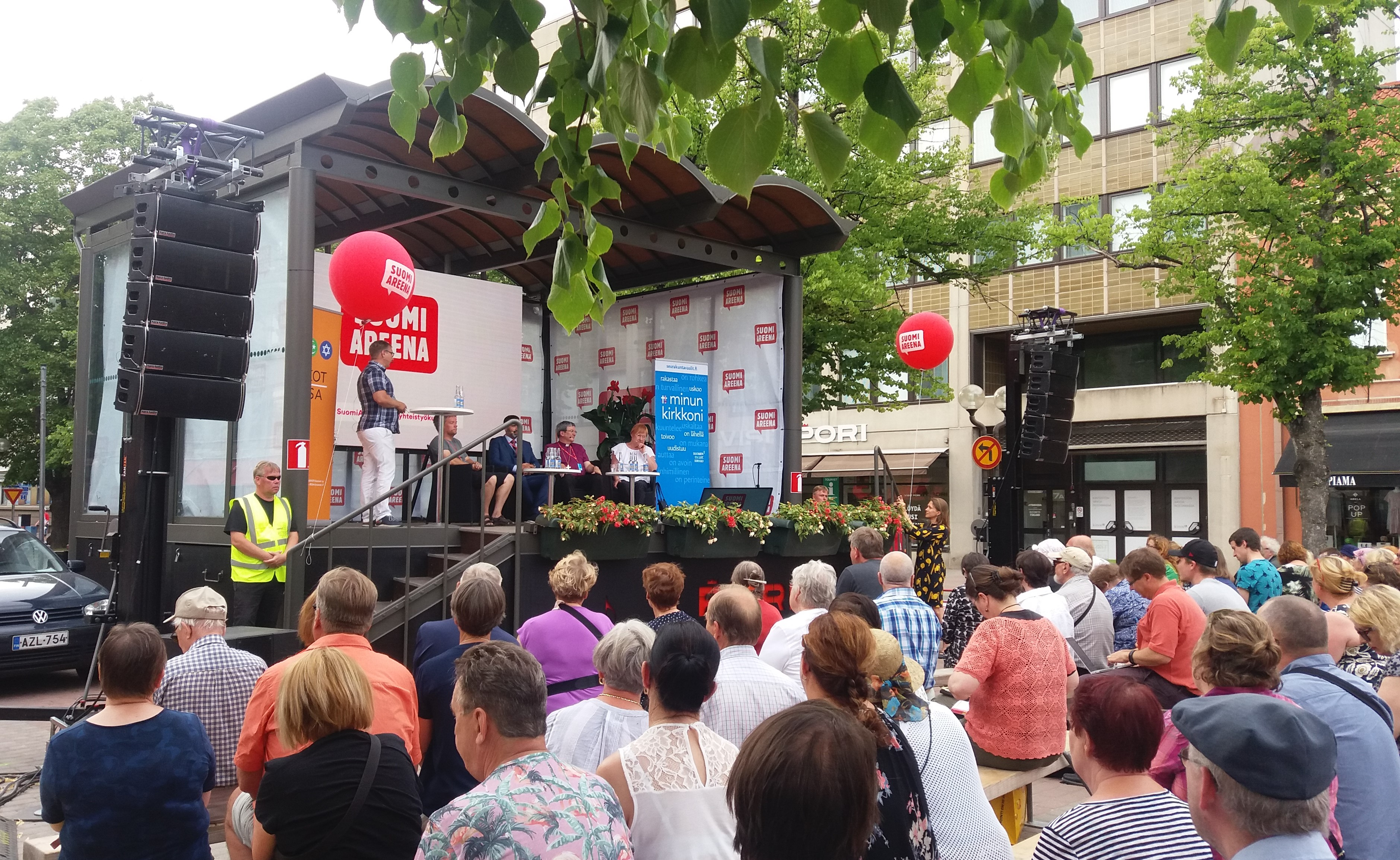
Discussion de la semaine politique SuomiAreena le 19 juillet 2018 à Pori. Sur scène, de gauche à droite : le rédacteur Tomi Lähdeniemi, l'historien Teemu Keskisarja, le président de la congrégation juive d'Helsinki Yaron Nadbornik, l'évêque Kaarlo Kalliala et l'ancienne présidente finlandaise Tarja Halonen.